# Cissy Patterson
Eleanor Josephine Medill Patterson, kaldet Cissy Patterson (7. november 1884 - 24. juli 1948) var en amerikansk journalist og redaktør.  Patterson var en af de første kvinder, der stod i spidsen for en større avis, Washington Times-Herald i Washington, D.C..
Da William Randolph Hearst havde stort underskud på sine to aviser i Washington Washington Herald og Washington Times, nægtede han først at sælge disse, men ansatte i stedet Patterson som redaktør. Da bladene vedblev at give underskud måtte han 28. januar 1939 sælge dem til Patterson, som slog dem sammen til Times-Herald.